# Real Club Deportivo España
O Real Club Deportivo España, conhecido como Real España, é um clube de futebol hondurenho de San Pedro Sula, Cortés, fundado em 14 de julho de 1929.

## Títulos

### Internacionais
- Torneo Fraternidad: 1 vez (1982).
- Vice-Campeonato do Torneo Fraternidad: 1 vez (1979).

### Nacionais
- Liga Nacional de Fútbol de Honduras: 11 vezes (1974/75, 1975/76, 1976/77, 1980/81, 1988/89, 1990/91, 1993/94, 2003/04 (Apertura), 2006/07 (Clausura), 2010/11 (Apertura) e 2013/14 (Apertura).
- Vice-Campeonato da Liga Nacional de Fútbol de Honduras: 10 vezes (1977/78, 1978/79, 1986/87, 1989/90, 1991/92, 1995/96, 1997/98 (Apertura), 1998/99, 2007/08 (Apertura) e 2008/09 (Apertura).
- Copa de Honduras: 2 vezes (1972/73 e 1992/93).

### Campanhas de destaque
- 3º lugar na Copa Interclubes UNCAF: 1 vez (2000).